# Walter do Prado Franco Sobrinho
Walter do Prado Franco Sobrinho (Aracaju, 5 de julho de 1942), também conhecido como Walter Franco, é ex-deputado estadual de Sergipe e empresário. É filho do político e médico sergipano Augusto do Prado Franco (Laranjeiras, 7 de setembro de 1912 — Aracaju, 16 de dezembro de 2003) de Maria Virgínia Leite Franco (Aracaju, 10 de março de 1917 — Aracaju, 5 de junho de 2014) — filha do notório médico sergipano, Dr. Augusto Leite, fundador do Hospital de Cirurgia de Sergipe. Em 1982 foi eleito, como o mais votado, deputado estadual em Sergipe; e em 1994, ingressou como presidente do Sistema Atalaia de Comunicação.

## Vida pessoal
É casado com Sônia Vahle Franco (Aracaju, 12 de março de 1946), com quem tem 4 filhos: Grace, Gina, Cláudia e Augusto Franco Neto; e é irmão de Albano, Amélia, Marcos (in memoriam), Augusto César (in memoriam), Antônio Carlos (in memoriam), Maria Clara, Osvaldo Leite e Ricardo Franco.
Em julho de 2025 terá parte de sua história política e empresarial retratada no livro Walter Franco: O Homem das Diretas, de Igor Salmeron, sob a selo da Editora COLOSSO.

## Carreira
Como político, Walter Franco atuou como um dos precursores no movimento das Diretas Já — mesmo sendo correligionário de seu pai, contrário às eleições diretas, que era deputado estadual pela antiga ARENA e depois no PDS — ajudando financeiramente e engajando junto de outros políticos pró-Diretas, como Ulysses Guimarães, Leonel Brizola e Luiz Inácio Lula da Silva. Apesar do curto período na política, sendo o deputado estadual mais votado em 1982, somou 29.342 votos.
Durante o fatídico ano das Diretas Já, Walter Franco chegou a se reunir com outros políticos notáveis, a saber Marcélio Bonfim (PT), Wellington Mangueira (presidente do PCB), Marcelo Déda (presidente estadual do PT), Olívio Dutra (presidente do Sindicato dos Bancários do Rio Grande do Sul) e Luiz Inácio Lula da Silva (à época, presidente nacional do PT), destacando a sintonia dos atores políticos locais com a aspiração nacional por eleições livres e transparentes, uma luta que permaneceria na memória como um de seus momentos mais marcantes.
Em 1994 passa a presidir a TV Atalaia, afiliada da Record em Sergipe, fundada em 1975 pelo seu pai, Augusto Franco.